# نيلز رودولف
نيلز رودولف (بالألمانية: Nils Rudolph)‏ (مواليد 18 أغسطس 1965) هو سبّاح ألماني، مثّل بلاده في الألعاب الأولمبية الصيفية 1992.

## روابط خارجية
نيلز رودولف على موقع الاتحاد الدولي للسباحة (الإنجليزية)
- نيلز رودولف على موقع SwimRankings.net (الإنجليزية)
- نيلز رودولف على موقع اللجنة الأولمبية الدولية (الإنجليزية)
- نيلز رودولف على موقع أوليمبيديا (الإنجليزية)